# 首都高赛车系列
首都高赛车是元氣株式會社推出的一系列竞速电子游戏，玩家在遊戲中可以操控賽車在日本東京都首都高速道路上进行飆車。首都高赛车系列的第一部作品于1994年登陸超級任天堂。其最新的手機版遊戲於2017年登陸iOS和Android。最新的電腦版於2025年登陸Windows。